# Alas Thimmanahalli, Gauribidanur
Alas Thimmanahalli là một làng thuộc tehsil Gauribidanur, huyện Kolar, bang Karnataka, Ấn Độ.